# Park Narodowy Tongariro
Park Narodowy Tongariro (ang. Tongariro National Park) – najstarszy park narodowy Nowej Zelandii. Został założony w 1887 roku. Zlokalizowany jest w centralnej części Wyspy Północnej. Obejmuje obszar 795,98 km².
W 1990 roku został wpisany na listę światowego dziedzictwa UNESCO jako obiekt dziedzictwa przyrodniczego, w 1993 roku został także uznany za obiekt dziedzictwa kulturowego.

## Historia
Maorysi przybyli na te tereny przed rokiem 1300 (możliwe, że pojawili się tutaj już w latach 600–800).
Mananui był jednym z niewielu maoryskich wodzów, którzy odmówili podpisania traktatu Waitangi w 1840 roku i tym samym oddania suwerenności Koronie Brytyjskiej. W 1862 roku wodzem maoryskim został jego syn, Horonuku. W tym czasie występował napływ osadników europejskich na te tereny, którzy zaczęli hodować owce na tym obszarze. Horonuku, po omówieniu tematu z wodzami innych plemion maoryskich, zdecydował się wysunąć propozycję Brytyjczykom. Według niej Brytyjczycy mieli utworzyć park narodowy jako spadek dla narodu maoryskiego. Wyznaczony obszar miał być niedostępny dla osadników europejskich. Rząd brytyjski przystał na tę propozycję. Oryginalny akt darowizny został sporządzony w 1887 roku i podpisany przez Horonuku oraz Johna Ballance’a, pełniącego wówczas funkcję Ministra ds. Maorysów. Maorysi otrzymali w ten sposób obszar o powierzchni 2640 ha, składający się z trzech małych okręgów wokół głównych szczytów. Był to zarazem pierwszy park narodowy w Nowej Zelandii oraz czwarty na świecie. Powierzchnia parku okazała się zbyt mała do efektywnego nim zarządzania, w związku z czym w kolejnych latach nastąpiły zakupy na dużą skalę gruntów przez Koronę Brytyjską. Kiedy w 1894 roku powstała specjalna ustawa o Parku Narodowym Tongariro, jego powierzchnia wynosiła już około 25 000 ha. Jednak raport z badania w 1904 roku mówił, że jego powierzchnia powinna być ponad dwukrotnie większa. Obecnie w granicach parku znajduje się niemal 80 000 ha ziemi.

## Środowisko abiotyczne
Park znajduje się w centralnej części płaskowyżu wulkanicznego Wyspy Północnej. W jego granicach położone są aktywne wulkany Ruapehu, Ngauruhoe i Tongariro, które wznoszą się na wysokość 2797, 1967 i 2287 m n.p.m. Na uboczu, 3 km na północ od głównego obszaru parku znajduje się jezioro Rotoaira. Park leży na południowym krańcu długiego na 2500 km łańcucha wulkanów, który rozciąga się na północny wschód w kierunku Oceanu Spokojnego. Wulkany w parku ze względu na lokalizację składają się z dwóch grup. Wulkany Kakaramea, Tihia i Pihanga oraz towarzyszące im kopuły, otwory wentylacyjne, stożki i kratery, tworzą grupę północną. Leżą one na 10 km na północny wschód od centrum parku. Są to wulkany wygasłe, niedziałające od 20 000–230 000 lat. Aktywna grupa wulkanów rozciąga się na długości około 20 km i szerokości około 10 km w południowo-zachodniej części. Obejmuje ona wulkany Ruapehu, Ngauruhoe i Tongariro. Kompleks składa się ze stożków, kraterów, czy zastygłych strumieni lawy. Oprócz tych głównych cech park zawiera również inne wygasłe wulkany, osady lodowcowe oraz różne źródła. Lodowiec ustąpił z tego terenu około 14 700 lat temu, pozostawiając po sobie doliny polodowcowe oraz różne formacje morenowe. Lodowce są obecnie ograniczone do szczytu Ruapehu i ma około 1 km długości.

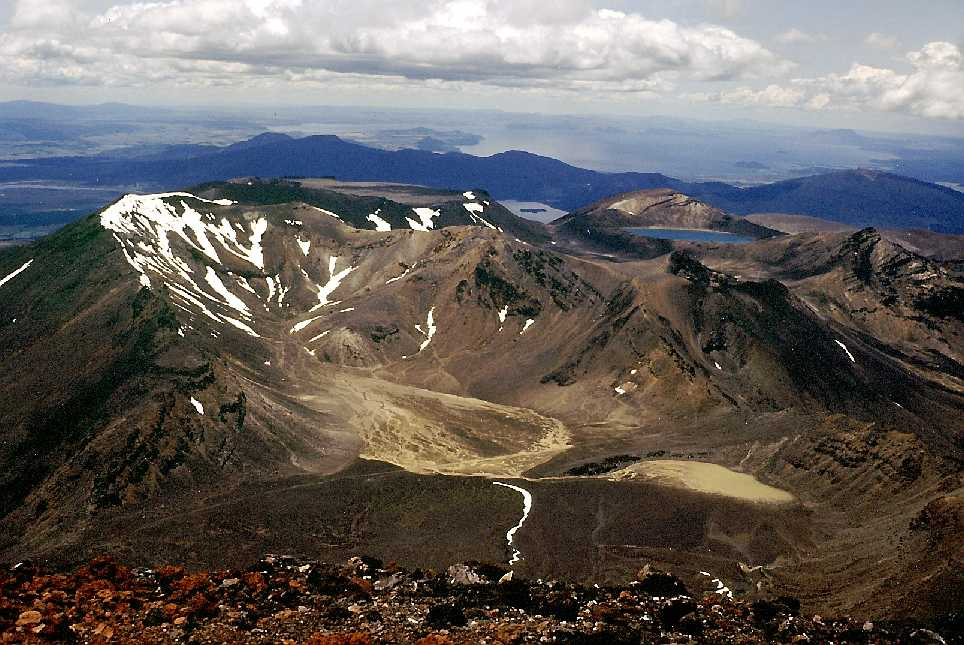
Tongariro
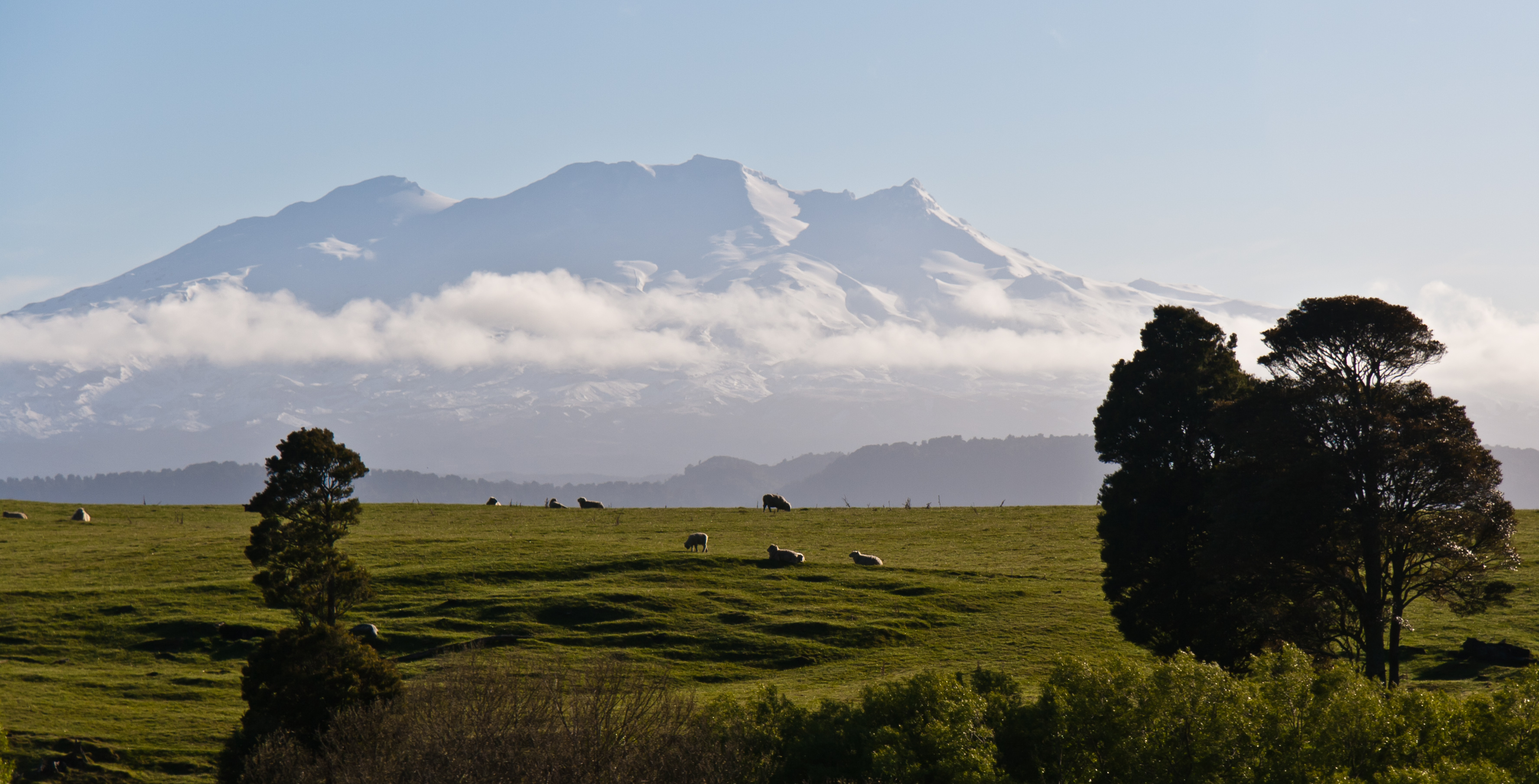
Ruapehu
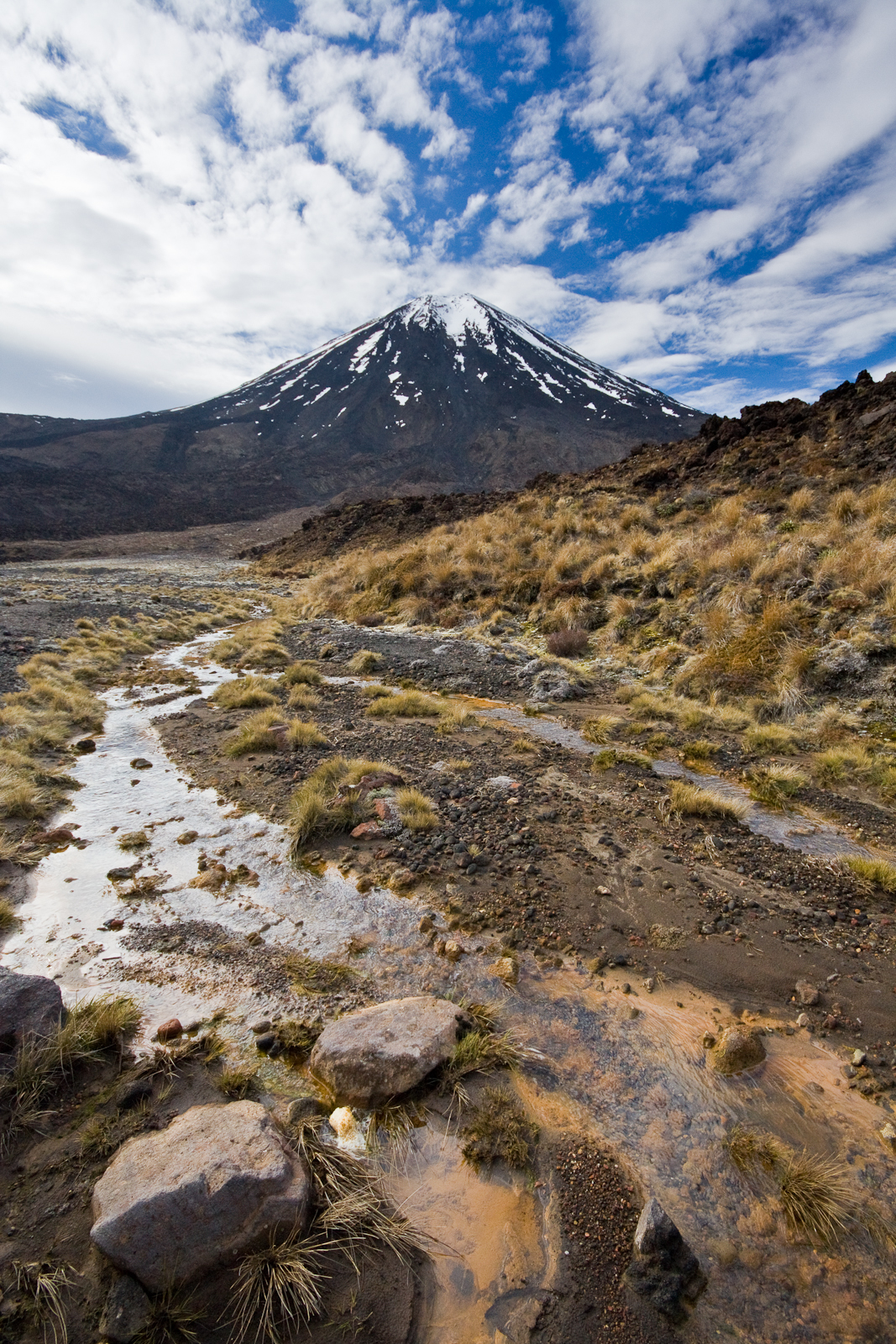
Ngauruhoe

## Flora
Wśród flory występującej w parku można wyróżnić takie gatunki jak manuka z rodziny mirtowatych, Weinmannia racemosa z rodziny radziliszkowatych, Libocedrus bidwillii z rodziny cyprysowatych, Dacrycarpus dacrydioides, Phyllocladus aspleniifolius, Podocarpus cunninghamii, Podocarpus nivalis z rodziny zastrzalinowatych, czy gatunki z rodziny bukanowatych – Nothofagus fusca, Nothofagus menziesii i Nothofagus solandri var. cliffortioides. Wszystkie wymienione powyżej gatunki znajdują się w Czerwonej księdze gatunków zagrożonych.

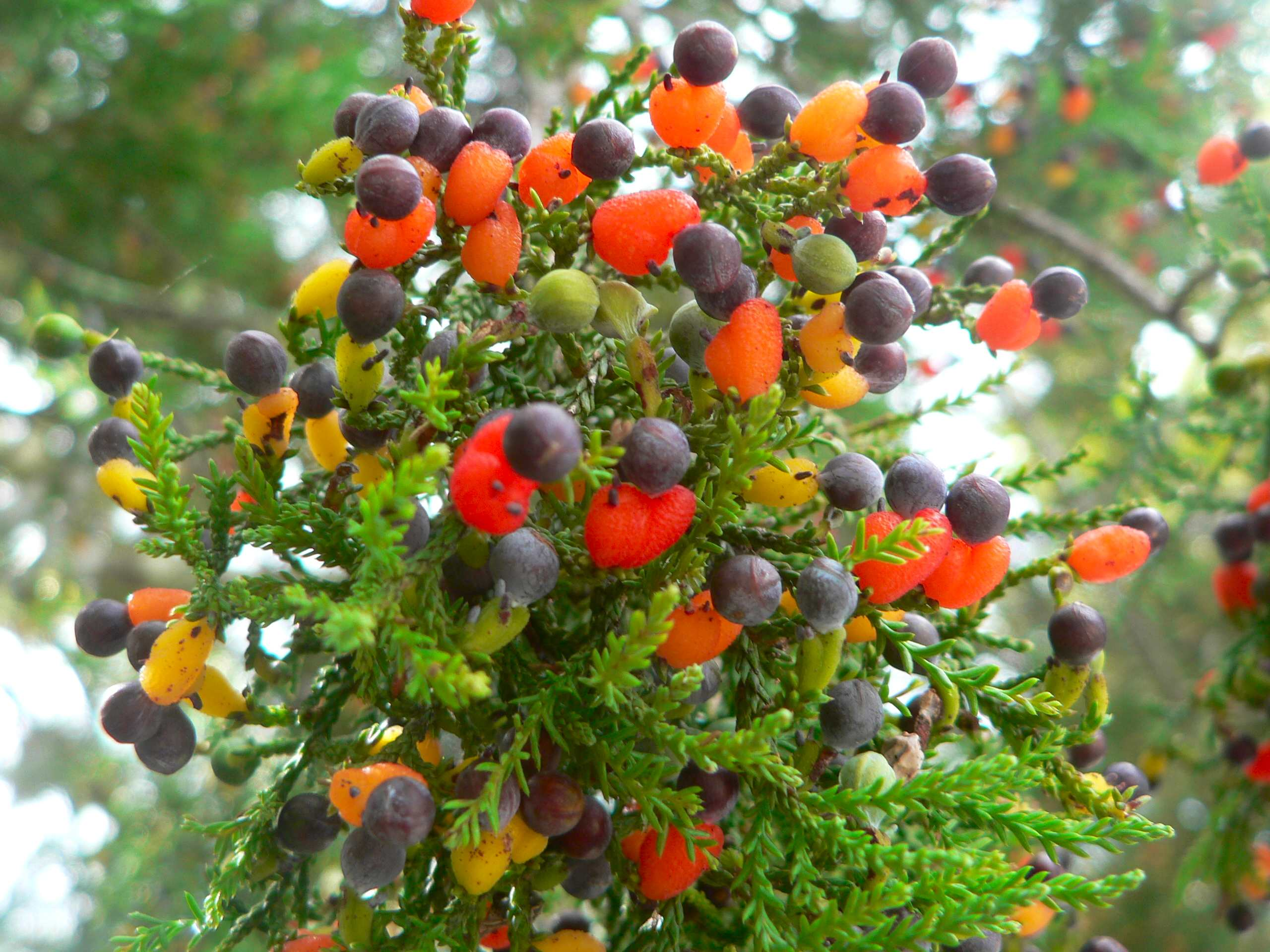
Dacrycarpus dacrydioides
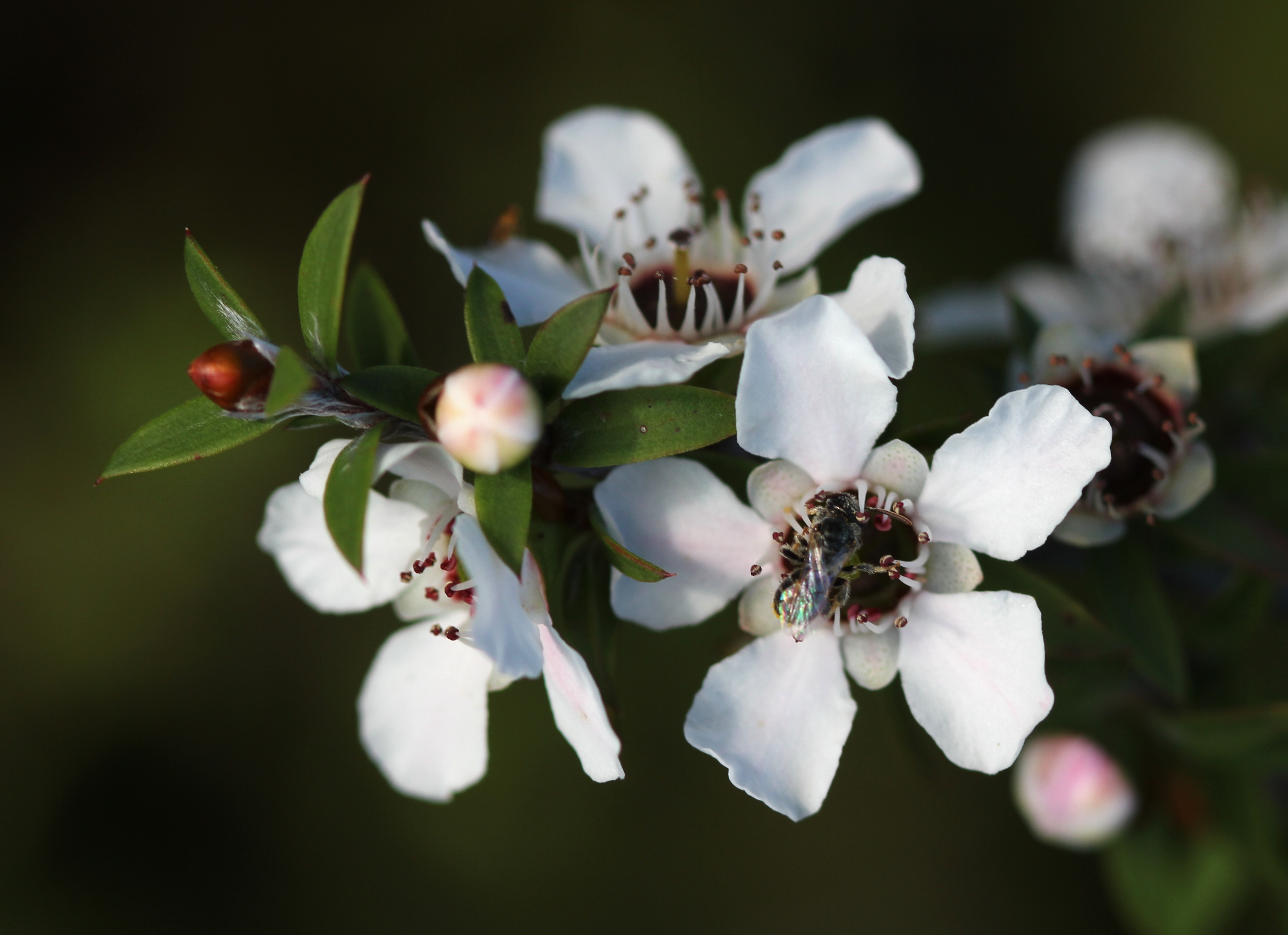
Manuka
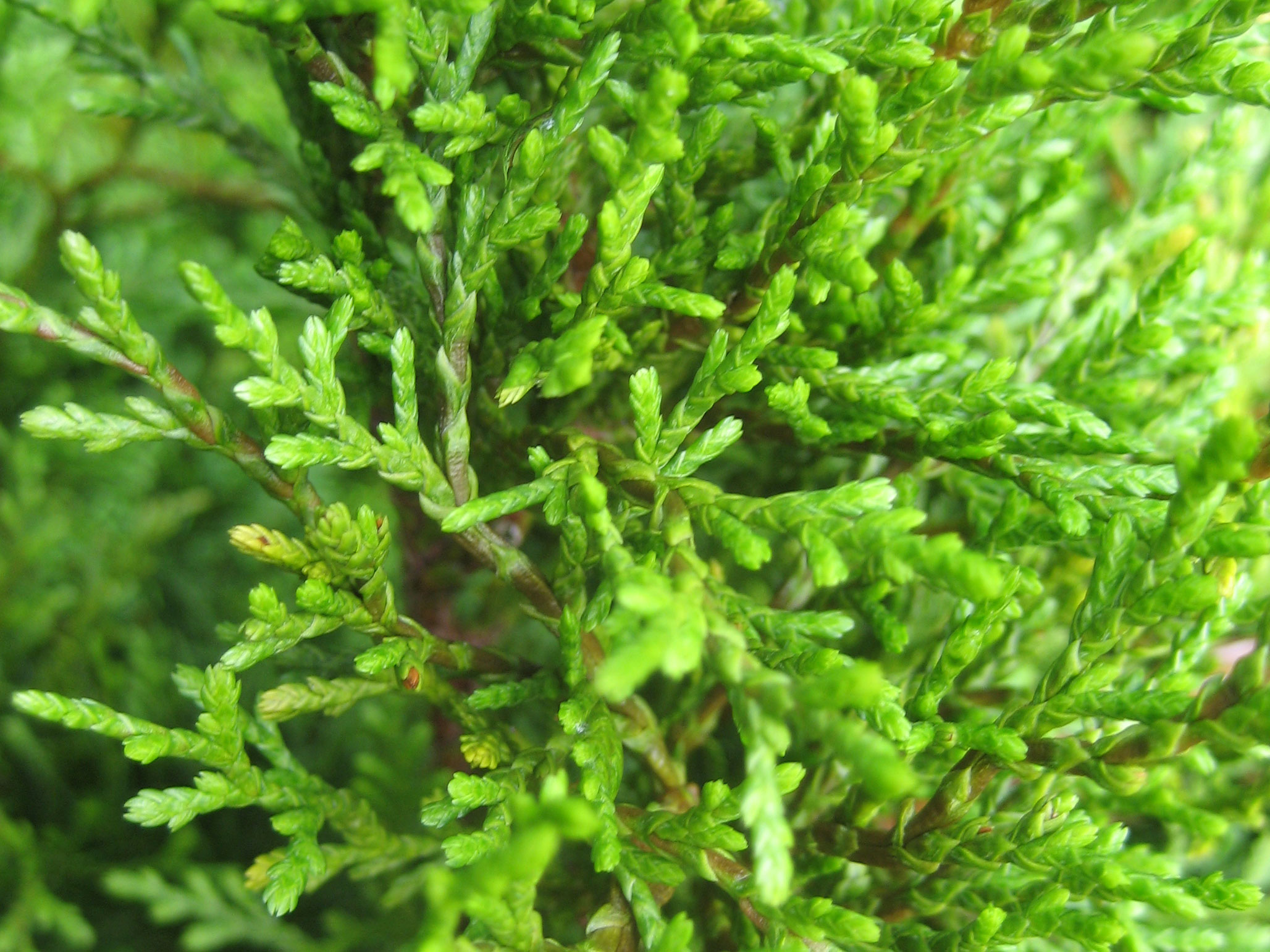
Libocedrus bidwillii
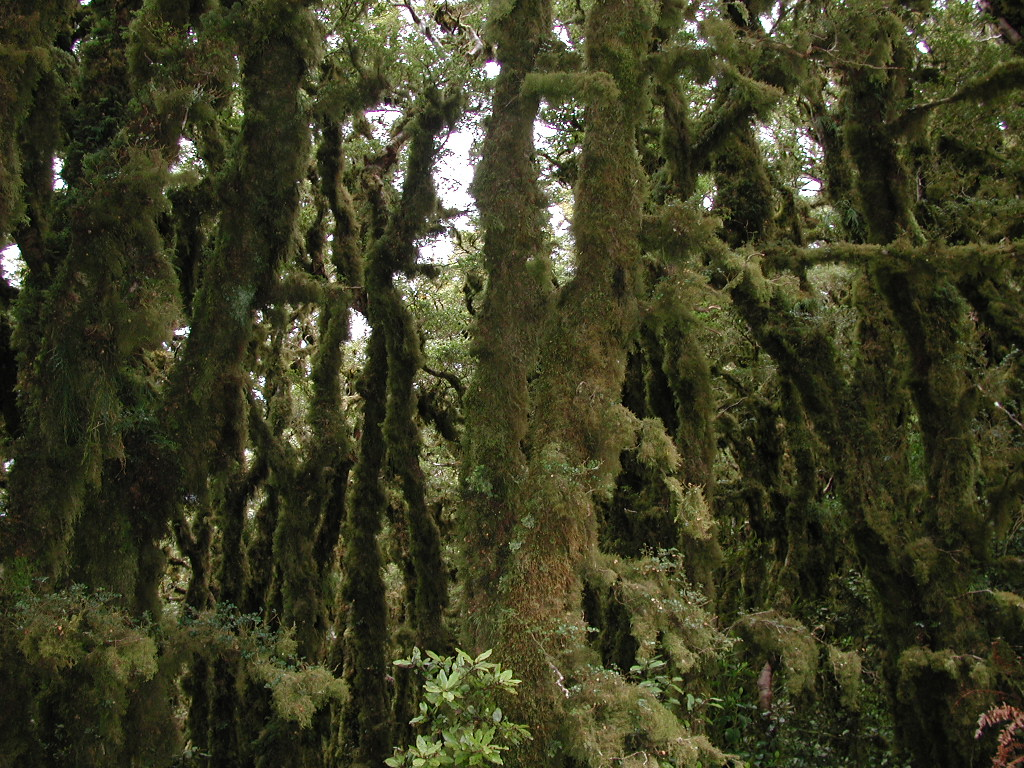
Nothofagus menziesii
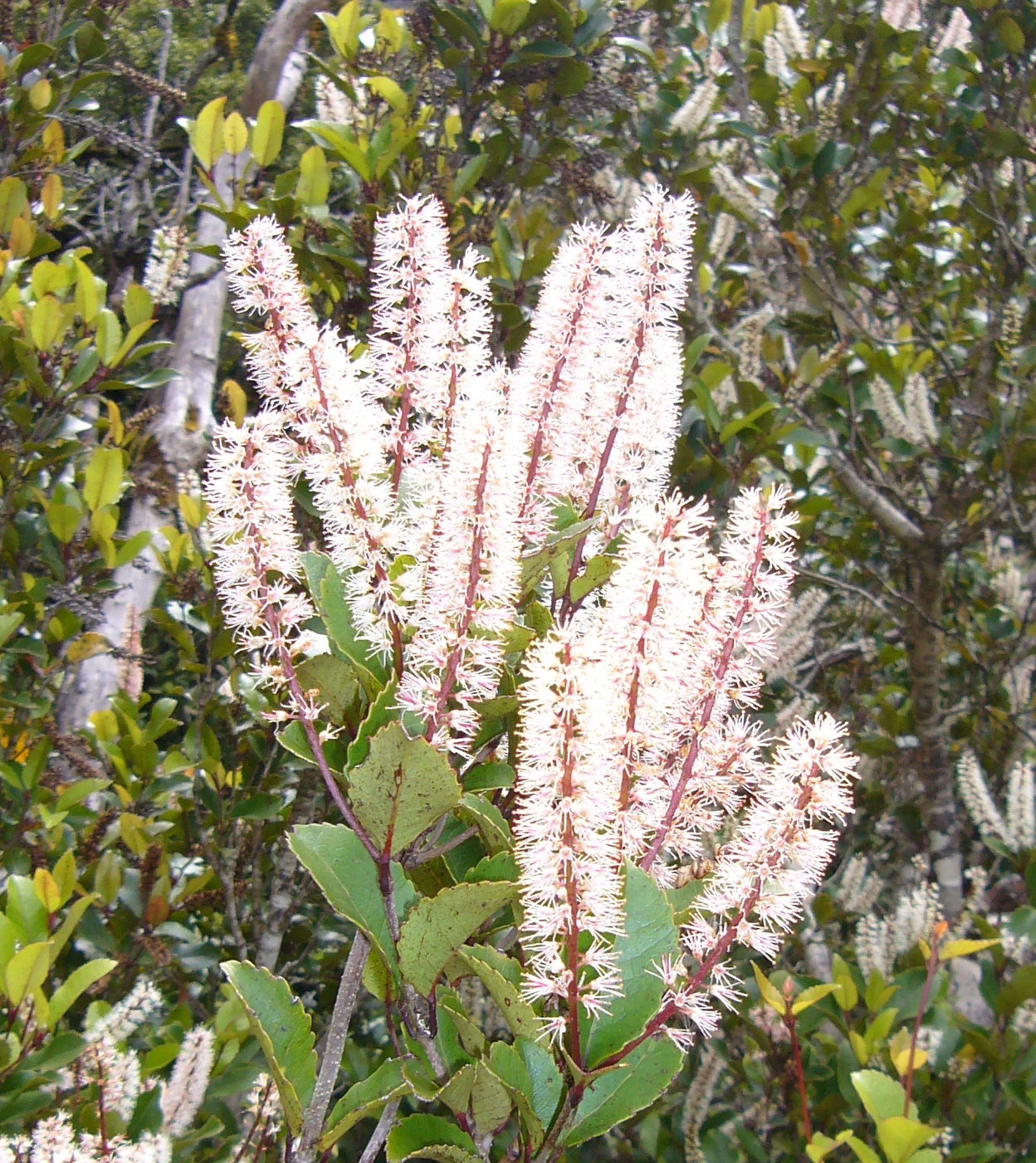
Weinmannia racemosa

## Fauna
W parku zaobserwowano takie gatunki ptaków jak szmaragdowiec zwyczajny, kiwi brunatny, kiwi północny, zwisogonek paprociowy, koralnik żółtopłatkowy, sieweczka ozdobna, sokół nowozelandzki, krzywonos, kaka, sowica ciemnolica, kędziornik, czy szlarnik rdzawoboczny.
Występują tutaj także gatunki ssaków, w tym między innymi nietoperze Chalinolobus tuberculata oraz Mystacina tuberculata.
Oprócz tego teren ten zamieszkują gady takie jak Naultinus elegans punctatus z rodziny gekonowatych, czy Oligosoma whitakeri z rodziny scynkowatych, oraz gatunek ryby – Neochanna apoda z rodziny galaksowatych.

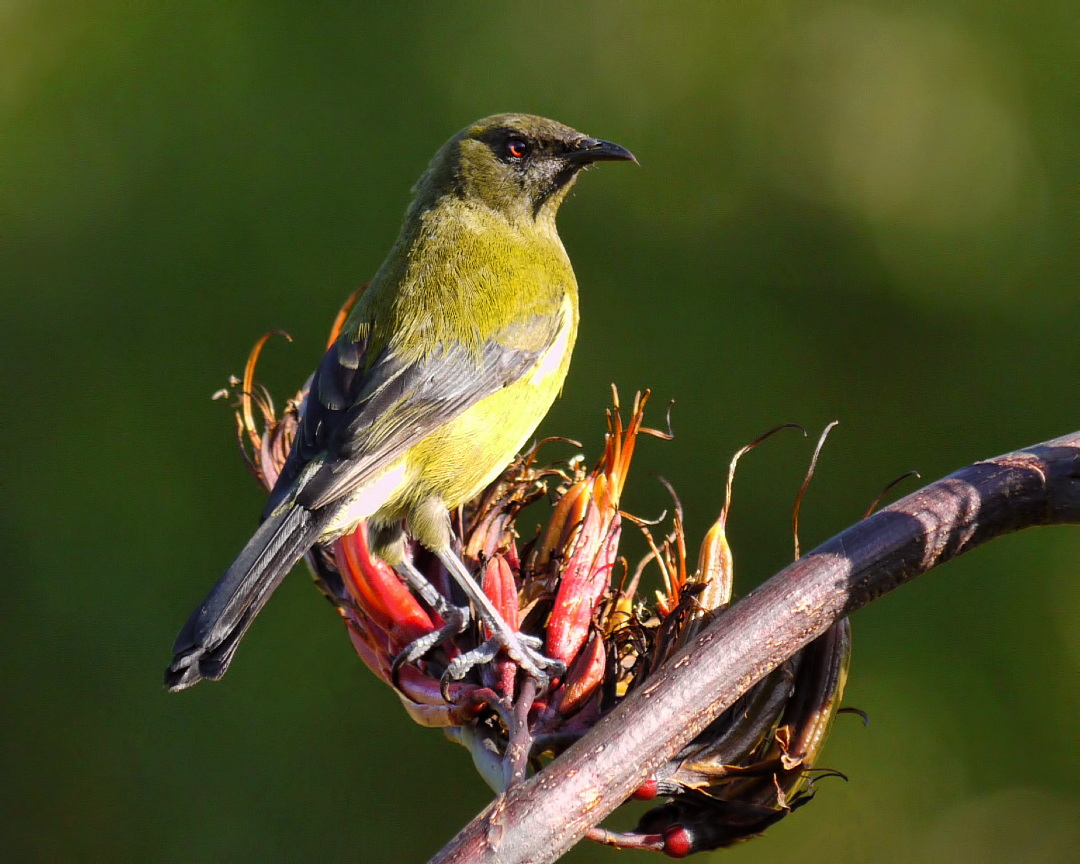
Szmaragdowiec zwyczajny
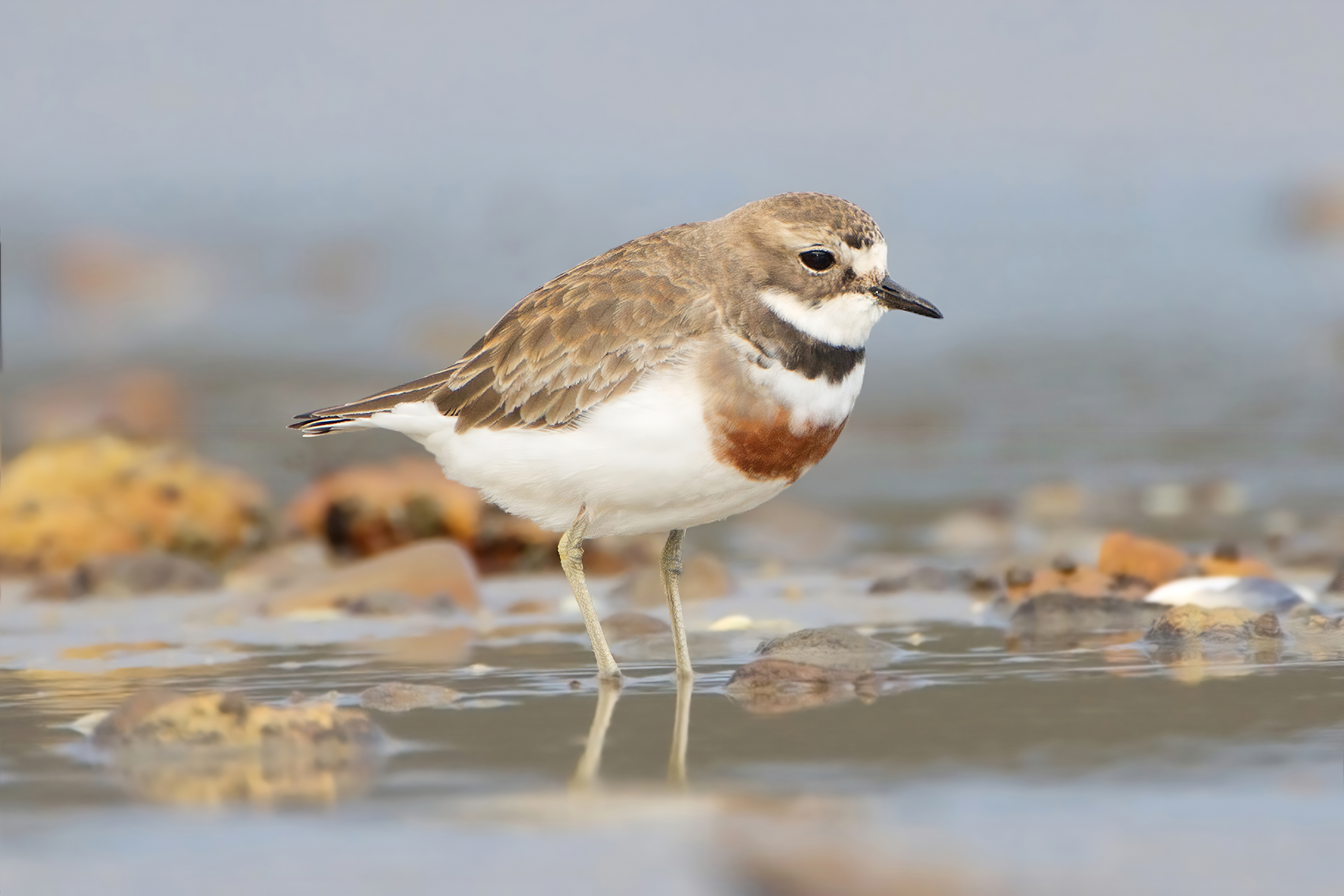
Sieweczka ozdobna
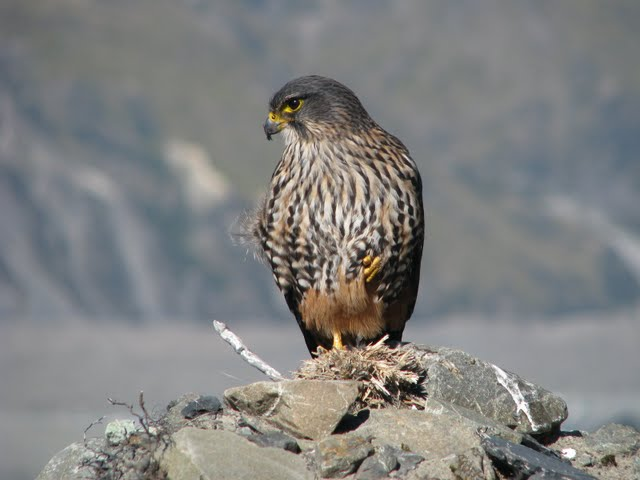
Sokół nowozelandzki
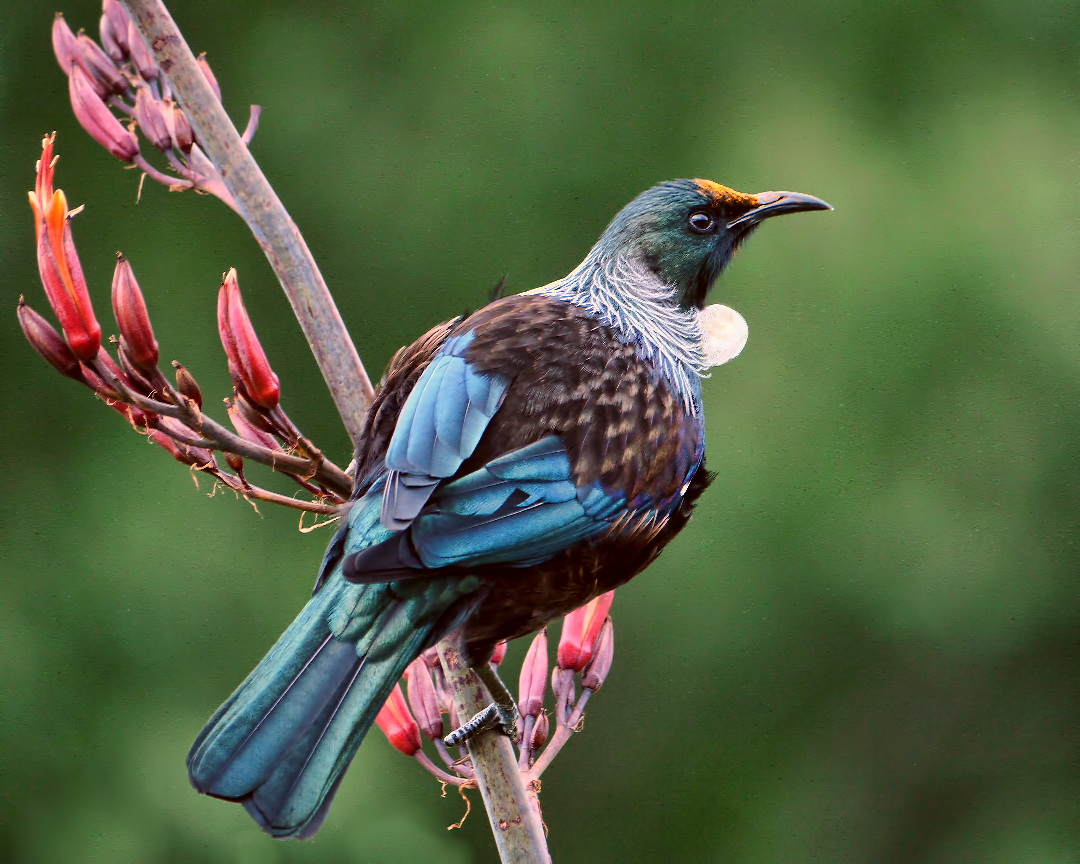
Kędziornik
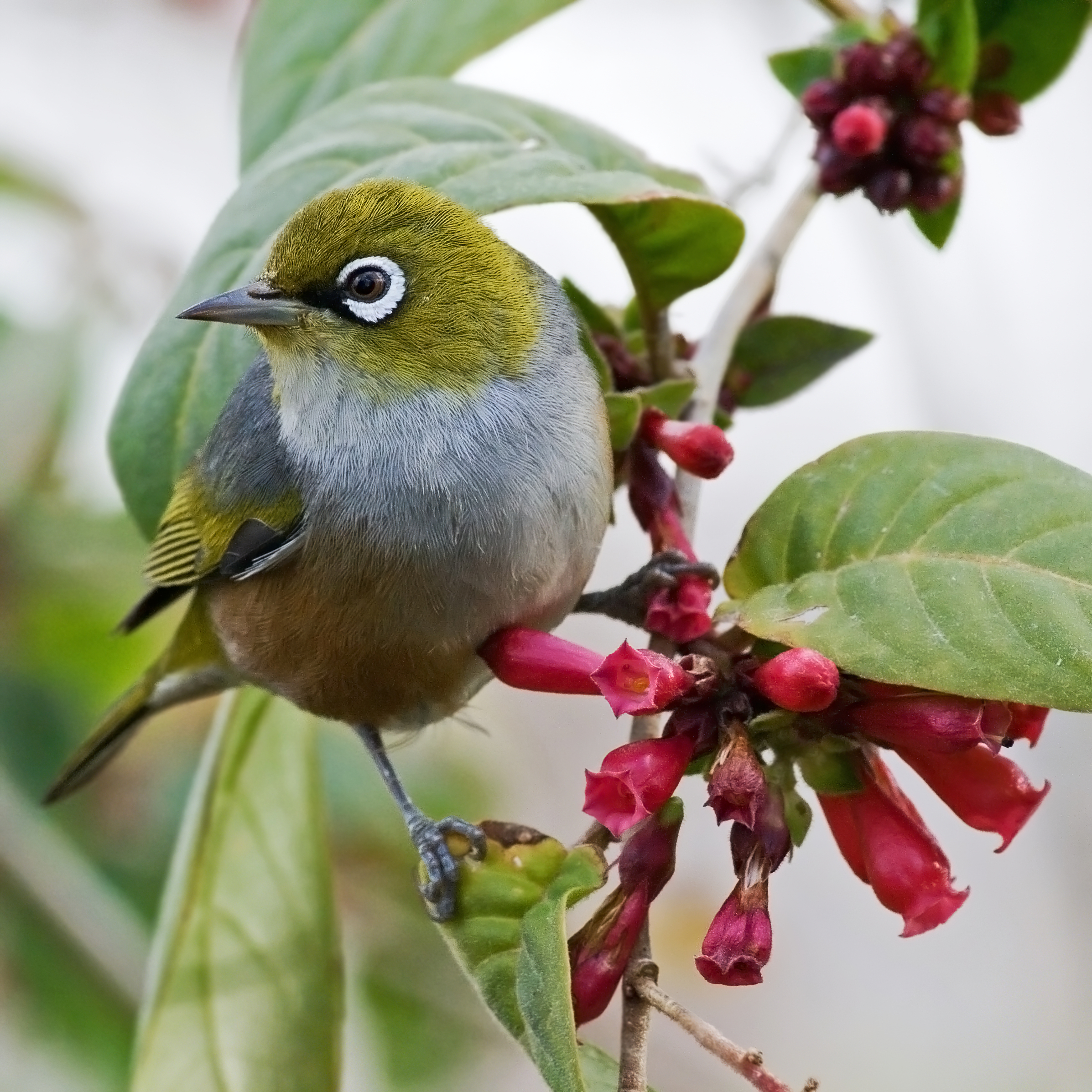
Szlarnik rdzawoboczny

## Turystyka
Na terenie parku znajduje się Pętla Północna Tongariro o długości 43,1 km. Jest to jeden z Wielkich Szlaków Nowej Zelandii. Pokonanie tego szlaku turystycznego zajmuje zwykle 3–4 dni.
Poza tym na terenie parku wytyczono także jednodniowy szlak Tongariro Alpine Crossing o długości 19,4 km.